# Bechsteinstraße (Weimar)
Die nach dem deutschen Märchenerzähler Ludwig Bechstein am 25. April 1952 benannte Bechsteinstraße ist Teil der nördlichen Begrenzung des Asbach-Grünzugs in der Weimarer Nordvorstadt. Sie reicht in Ost-West-Richtung von der  Herbststraße bis zur Florian-Geyer-Straße. 

## Geschichte
Sie hieß einmal Blücherstraße. Diese Benennung nach dem preußischen Generalfeldmarschall Gebhard Lebrecht Blücher von Wahlstatt erfolgte am 5. Dezember 1913. Am 25. April 1946 wurde sie in Bechsteinstraße umbenannt. Es wurde im Zusammenhang mit Bränden im Jahre 1945, die man zu löschen suchte, erwähnt, dass in diesem Bereich besonders die in den Vorgärten der Gebäude vorhandenen Gartenpumpen genutzt wurden. In der Bechsteinstraße 26 wohnte der Musikschriftsteller Hans-Rudolf Jung.
Sie steht auf der Liste der Kulturdenkmale in Weimar (Sachgesamtheiten und Ensembles).